# Feggendorf
Feggendorf è una frazione (Ortsteil) del comune di Lauenau, nel land della Bassa Sassonia, in Germania.

## Storia
Già comune autonomo nel circondario di Springe, fu soppresso e incorporato a Lauenau il 1º marzo 1974.